# Kaliningrad
Kaliningrad [kalíningrad] (rusko Калинингра́д, do leta 1945 Königsberg in nato za kratek čas Kjonigsberg/Кёнигсберг, neformalno rusko Кёниг, latinizirano: Kjonig, zastarelo slovensko Kraljevec) je pristaniško mesto in upravno središče ruske eksklave Kaliningrajske oblasti, ki leži med Poljsko in Litvo ob Baltskem morju. Po podatkih iz leta 2024 naseljuje Kaliningrad 489 584 prebivalcev. Obsega 215,7 km².
Poljsko ime za mesto je Królewiec, arhaično slovensko pa Kraljevec. Leta 1946 je bilo preimenovano po takrat pravkar preminulem sovjetskem predsedniku Mihailu Kalininu. 
Zgodovinsko je bil Königsberg središče nemške province Vzhodne Prusije, pred tem Vojvodine Prusije in še pred tem glavno mesto monastične države Tevtonskih vitezov. Po drugi svetovni vojni ga je anektirala Sovjetska zveza in nemško prebivalstvo deportirala in zamenjala z večinoma Rusi. 
V mestu je vse svoje življenje živel Immanuel Kant.

## Zgodovina
Zgodovino mesta je možno razdeliti na štiri obdobja: prusko naselitev ali Twangste do leta 1255, poljsko mesto Królewiec med 1454 in 1455 in poznejši poljski fevd med 1456–1657, nemško mesto Königsberg med 1657 in 1945 in rusko mesto Kaliningrad po letu 1945.

### Twangste
Pred Königsbergom je bila na tem mestu sambijska (prusko pleme) trdnjava Twangste (tudi Tuwangste ali Tvankste), kar je pomenilo "hrastov gozd". Med osvojitvijo Sambijcev s strani Tevtonskih vitezov leta 1255 je bil Twangste uničen in zamenjan z novo trdnjavo Königsberg v čast češkega kralja Otokarja II. Pruska kultura je bila v zatonu in je dokončno izginila okrog zgodnjega 18. stol. z veliko kugo, Prusi, ki so preživeli, pa so bili integrirani z asimilacijo.

### Königsberg
Naselitev na mestu današnjega Kaliningrada se začne z ustanovitvijo vojaške trdnjave leta 1255 po pruski križarski vojni s strani Tevtonskih vitezov proti baltskim Prusom. Novo naselje je bilo poimenovano v čast češkega kralja Otokarja II. Križarski vojni je sledila naselitev Nemcev in okoliško območje je postalo večinsko nemško, s poljsko, litovsko in latvijsko manjšino.
Leta 1454 se je mesto za eno leto integriralo v okviru poljskih meja po zaslugi kralja Kazimirja IV. in je po letu 1466 postalo fevd pod poljskim kraljem. Kot simbol njegove odvisnosti je črn pruski orel okrog vratu elegantno nosil krono s črko S iz latinskega imena kralja "Sigismundus". Po sekularizaciji Tevtonskega viteškega reda leta 1525 je Königsberg postal prestolnica kneževine Prusije.
Leta 1618 je Prusija prišla pod nadzor elektorjev Brandenburga in leta 1657 je bila pod nadzorom v personalni uniji z Brandenburgom (včasih omenjano kot Brandenberg-Prusija). Leta 1701 je Brandenberg-Prusija postala kraljevina in celotno območje se je imenovalo kraljevina Prusija. Čeprav je bil Brandenburg del Svetega rimskega cesarstva in pozneje Nemške zveze, Prusija (pozneje Vzhodna Prusija) ni bila vključena v njegov okvir.
V času sedemletne vojne je bila vsa Vzhodna Prusija osvojena in priključena Ruskemu imperiju (1758–1762). Immanuel Kant je famozno prisegel zvestobo ruski carici Elizabeti.
V naslednjih dveh stoletjih je mesto, sprva kot del kraljevine Prusije, po letu 1866 kot del Severnonemške zveze in nato od leta 1871 kot del Nemškega cesarstva še naprej doživljalo razcvet in zgrajenih je bilo več ikoničnih znamenitosti. Mesto je imelo okrog 370.000 prebivalcev in je bilo kulturno in upravno središče Pruskega in Nemškega cesarstva. V tem času sta bila rojena Immanuel Kant in E. T. A. Hoffmann, opazna meščana Königsberga.

### Druga svetovna vojna
Med drugo svetovno vojno je  bilo mesto Königsberg težko poškodovano v britanskem bombnem napadu leta 1944 in v obsežnem sovjetskem obleganju spomladi 1945. Sovjetska zveza je mesto zavzela 9. aprila 1945, kasneje pa anektirala in ga priključila Ruski SFSR. 

### Sovjetska zveza
Leta 1946 je bilo mesto preimenovano v Kaliningrad po boljševikškem politko Mihailu Kalininu, čeprav z njim ni imelo nobene povezave in je po njem bilo poimenovanih že več mest. Kalinin je bil med drugim en izmed odgovornih za Katinski pokol. V letih 1947 in 1948 je bilo preostalo nemško prebivalstvo deportirano in zamenjano z državljani Sovjetske zveze, večinoma Rusi.
Kaliningrad je bil popolnoma zaprt za tujce. Staro mesto ni bilo obnovljeno. Pod sovjetsko oblastjo so bile uničene preostale zgodovinske stavbe. Uničenje poškodovanega gradu Königsberg je konec 60ih let osebno zahteval Leonid Brežnjev. Uničevanju dediščine mesta so nasprotovali arhitekti, zgodovinarji in tudi naseljeni prebivalci.
V 1950ih letih je Nikita Hruščev celotno regijo Kaliningrada ponudil Litovski SSR. Ta je ponudbo zavrnila, ker bi Litvi tako dodali še vsaj milijon Rusov.

### Rusija
Po razpadu Sovjetske zveze leta 1991, je Kaliningrad postal del nekdanje sovjetske republike Rusije. V njej je glavno mesto Kaliningrajske oblasti in eksklava.